# Era Kansats
Era Kansats és una obra de Tremp (Pallars Jussà) protegida com a Bé Cultural d'Interès Local.

## Descripció
Es tracta d'una era que ha estat reformada i rehabilitada com a habitatge, i que integra un conjunt d'edificacions articulades al voltant d'un pati central que s'annexen, linealment, les unes amb les altres i que es comuniquen internament entre si. L'edifici més occidental s'aixeca sobre dues plantes i sobreteulada i està construït amb pedra del país. Disposa de diverses obertures repartides entre les diferents façanes. En el frontis sud es troba la porta d'accés, rectangular i acaba amb llinda de fusta. Les finestres combinen formes quadrangulars amb formes rectangulars i acaben també amb llinda de fusta.